# Nike-Apache

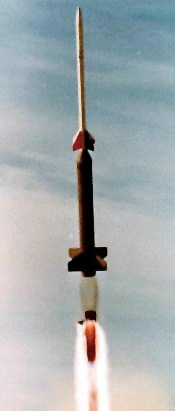
Nike-Apache au décollage.

Nike-Apache est un type de fusée-sonde utilisée historiquement par la NASA et l'US Air Force. 600 exemplaires au total sont lancés, de 1961 à 1978.

## Conception
Développée par la société Aerolab, Nike-Apache est une fusée à deux étages. Le premier étage est le booster Nike, aussi utilisé par des missiles (comme le système anti-aérien MIM-3 Nike Ajax) et par d'autres fusées-sondes. Il utilise un moteur à ergols solides qui fournit 217 kN de poussée pendant un temps de combustion très court, 3,5 secondes. Le second étage est désigné Apache, avec un autre moteur à ergols solides, un Thiokol TE-307-2. La fusée n'est pas guidée. Elle est tirée presque à la verticale (80 degrés), et emmène sa charge utile sur une trajectoire balistique. Quatre ailerons sur chaque étage assurent une stabilisation aérodynamique. Une charge de l'ordre de 40 kg peut être emmenée à une altitude de 200 km environ.

## Utilisation
Cette fusée peu couteuse est utilisée environ 600 exemplaires, dans le cadre de nombreux projets civils et militaires. Les missions concernent par exemple des mesures de la composition de la haute atmosphère. Certaines fusées sont utilisées par d'autres pays. Ainsi, le premier lancement de l'ISRO (agence spatiale indienne) est celui d'une Nike-Apache en 1963, cette date est retenue comme point de départ du programme spatial indien.